# Richtlinie 2014/32/EU (Messgeräterichtlinie)
Die Richtlinie 2014/32/EU des Europäischen Parlaments und des Rates vom 26. Februar 2014 zur Harmonisierung der Rechtsvorschriften der Mitgliedstaaten über die Bereitstellung von Messgeräten auf dem Markt, kurz Messgeräterichtlinie, (englisch Measuring Instruments Directive, abgekürzt MID) regelt das Inverkehrbringen von Messgeräten in die EU. Sie hebt die Richtlinie 2004/22/EG über Messgeräte vom Oktober 2004 auf.
Unter diese Richtlinie fallen alle Messgeräte (außer nichtselbsttätige Waagen), die beim Inverkehrbringen oder der Inbetriebnahme neu auf den EU-Markt gelangen, d. h., es handelt sich um neue, von einem in der EU niedergelassenen Hersteller erzeugte Messgeräte oder aus einem Nicht-EU-Land eingeführte neue oder gebrauchte Messgeräte. Die Richtlinie gilt nicht für nichtselbsttätige Waagen. Diese fallen unter die Richtlinie 2014/31/EU über nichtselbsttätige Waagen. Die Richtlinien gelten für alle Absatzarten von Messgeräten, inklusive Fernabsatz.
Die Messgeräterichtlinie ist, wie alle europäischen Richtlinien, an die Mitgliedsstaaten gerichtet und sie muss daher von den einzelnen Mitgliedstaaten in nationales Recht umgesetzt werden.

## Inhalt
Die Richtlinie bringt die Gesetzgebung bezüglich der Messgeräte in Einklang mit dem Neuen Konzept für die Produktkonformität in der Europäischen Union.
Es wurden zur Vorgängerrichtlinie 2004/22/EG im Wesentlichen prozedurale Änderungen zur Marktaufsicht, jedoch keine Änderungen des Geltungsbereichs, der grundlegenden Anforderungen und der möglichen Konformitätsbewertungsverfahren vorgenommen.
Zur Entstehung der Richtlinien und Nachvollziehbarkeit hat die EU eine Webseite mit Informationen für Messgeräte und eine für das Gesetzliche Messwesen eingerichtet.

### Berichtigung
Die Richtlinie wurde am 20. Januar 2016 in manchen Stellen überarbeitet. So wurde z. B. der Begriff Wärmezähler der Richtlinie durchgehend durch den Begriff Messgerät für thermische Energie in der entsprechenden grammatikalischen Form ersetzt. Anstatt des Begriffs Gasdruckmesser heißt es jetzt Gaszähler. So wurden Benennungen und Definitionen, in Einklang mit den Benennungen und Definitionen verbundener Verordnungen/Richtlinien sowie den entsprechenden Normen, angepasst.

## Ziele
Die Ziele der Richtlinie sind:
- Festlegung wesentlicher Anforderungen, die jedes Messgerät oder System mit einer Messfunktion erfüllen muss;
- Einführung einfacherer, klarerer und schlüssigerer Vorschriften, wodurch Rückverfolgbarkeit gewährleistet wird;
- Verringerung des Verwaltungsaufwands für Hersteller, Einführer und Händler;
- Sicherstellung des freien Verkehrs von Geräten innerhalb der EU, welche die wesentlichen Anforderungen erfüllen;
- konforme und genauere Messgeräte auf dem EU-Markt und ein höheres Maß an öffentlichem Vertrauen in solche Geräte;
- weniger nichtkonforme Geräte und Wettbewerbsverzerrungen auf dem Markt aufgrund von unterschiedlichen Durchsetzungsverfahren;
- Schutz der Öffentlichkeit vor falschen Messungen;
- größerer Raum für technologische Innovationen durch die Annahme eines modernen Regulierungsansatzes.

## Geltungsbereich

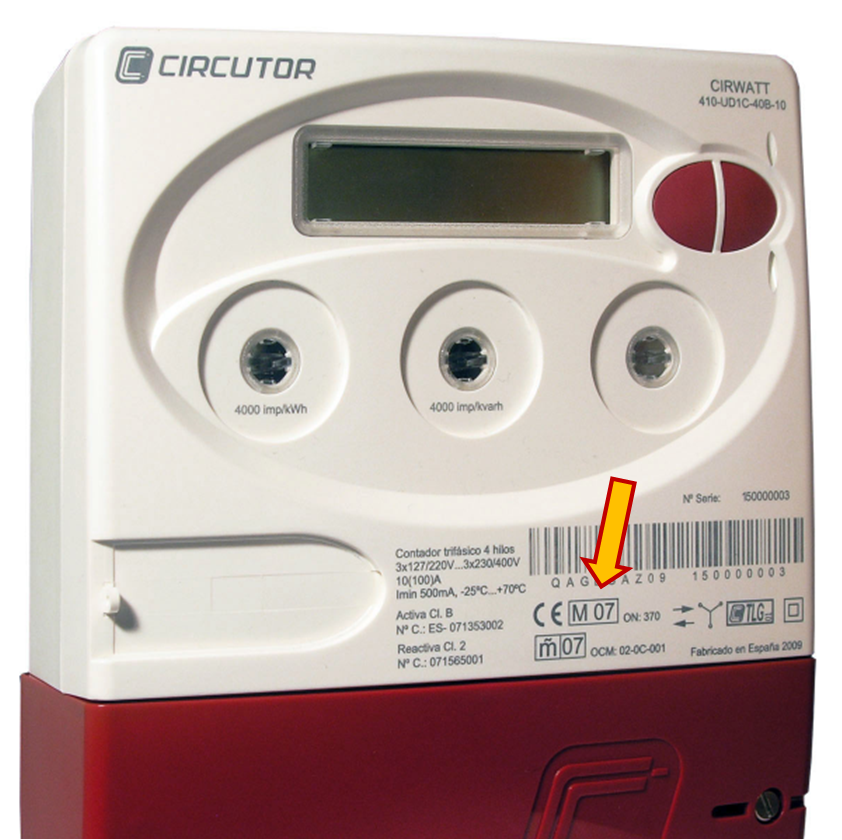
Energiezähler mit CE-Kennzeichnung und Metrologiezeichen (M)

Der Geltungsbereich der Richtlinie erstreckt sich auf:
- MI-001 Wasserzähler
- MI-002 Gaszähler und Mengenumwerter
- MI-003 Elektrizitätszähler für Wirkverbrauch
- MI-004 Wärmezähler
- MI-005 Messanlagen für die kontinuierliche und dynamische Messung von Flüssigkeiten außer Wasser (Durchflussmesser)
- MI-006 Selbsttätige Waagen
- MI-007 Taxameter
- MI-008 Maßverkörperungen
- MI-009 Geräte zur Messung von Längen und ihrer Kombinationen
- MI-010 Abgasanalysatoren zur Prüfung und fachgerechten Wartung von im Gebrauch befindlichen Kraftfahrzeugen

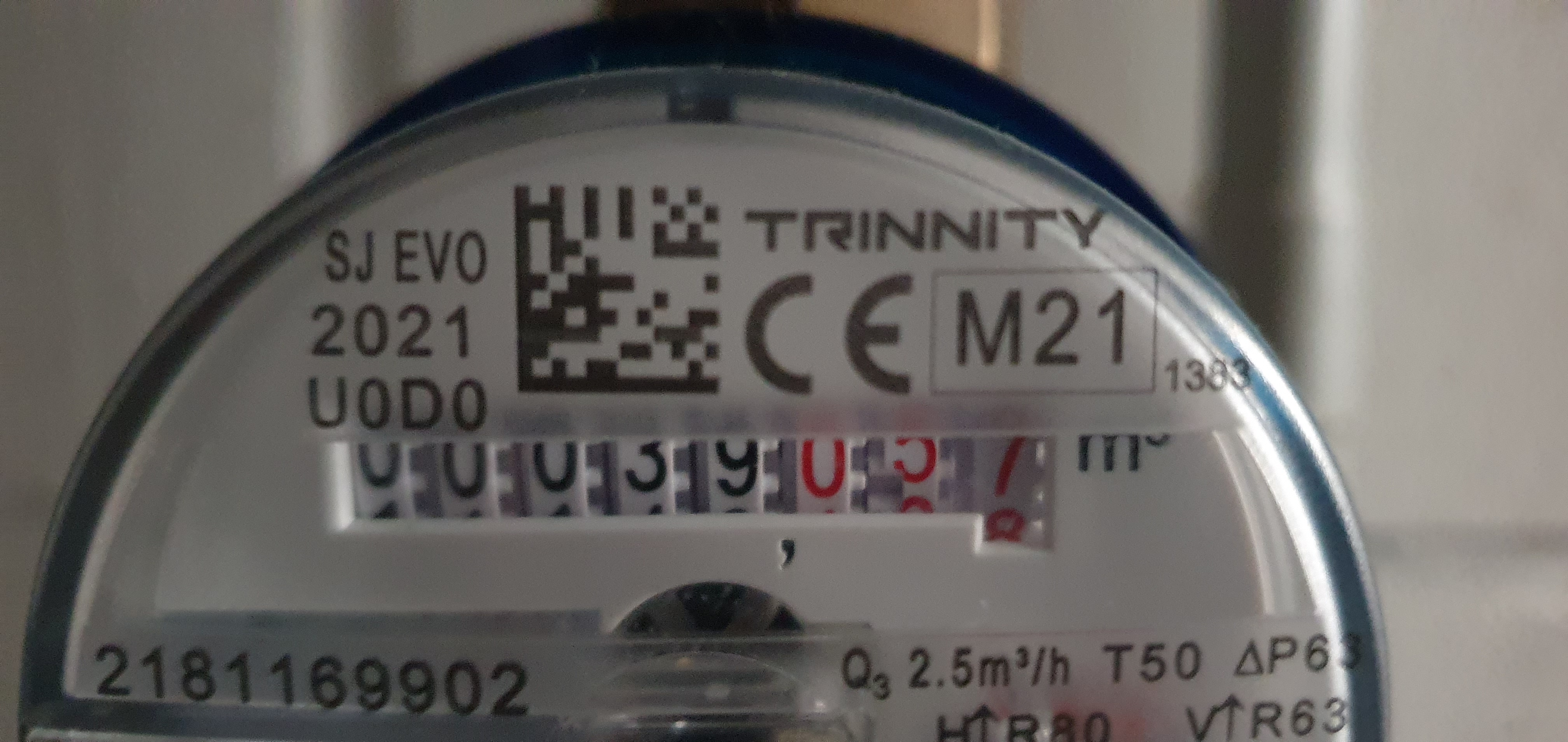
Wasserzähler mit CE-Kennzeichnung und Metrologiezeichen (M)

Die Vorschriften über elektromagnetische Emissionen nach Richtlinie 2014/30/EU über die elektromagnetische Verträglichkeit gelten auch für elektrische und elektronische Messgeräte.

## Pflichten der Hersteller, Einführer und Händler

### Pflichten der Hersteller
- alle in der EU zum Kauf angebotenen Messgeräte mit der Europäischen Konformitätskennzeichnung (CE) sowie der zusätzlichen Metrologie-Kennzeichnung (M) und den letzten beiden Ziffern des Jahres, in dem die Kennzeichnung angebracht wurde, und der Nummer(n) der akkreditierten notifizierten Stelle, die angeben, dass sie alle wesentlichen Anforderungen der EU-Rechtsvorschriften (dargelegt in Anhang I der Richtlinie und in den entsprechenden gerätespezifischen Anhängen) erfüllen, versehen sind;
- sie eine Risiko- und Konformitätsbewertung durchführen und die Technische Dokumentation für Messgeräte ausarbeiten, bevor die CE- und M-Kennzeichnungen angebracht werden (siehe Anhang II der Richtlinie);
- sie (und wenn sie einen Bevollmächtigten benennen) die technische Dokumentation und die EU-Konformitätserklärung (wie es in Anhang II der Richtlinie festgelegt ist) für die Dauer von zehn Jahren ab dem Inverkehrbringen der Messgeräte aufbewahren;
- sie auf dem Messgerät ihren Namen, den eingetragenen Handelsnamen oder die eingetragene Handelsmarke sowie die Postanschrift, unter der sie erreichbar sind, angeben, um die Rückverfolgbarkeit zu gewährleisten;
- sie für den Fall, dass sie glauben, dass die von ihnen auf dem Markt bereitgestellten Messgeräte nicht den Anforderungen entsprechen, die erforderlichen Korrekturmaßnahmen ergreifen, um die Übereinstimmung herzustellen, sie zurücknehmen oder zurückrufen;
- die Betriebsanleitung und Informationen, die dem Messgerät beigefügt sind, in einer Sprache geschrieben sind, die von den Endverbrauchern leicht zu verstehen ist, und dass sie, sowie alle Kennzeichnungen, klar, verständlich und deutlich sind.[10]

### Pflichten der Einführer
- die von ihnen auf den Markt gebrachten Messgeräte die wesentlichen Anforderungen erfüllen;
- die Hersteller Konformitätsbewertungsverfahren ordnungsgemäß durchgeführt haben und die Marktüberwachungsbehörde informieren, wenn sie der Auffassung sind, dass die Messgeräte nicht den wesentlichen Anforderungen entsprechen;
- auf dem Messgerät den Namen, den eingetragenen Handelsnamen oder die eingetragene Handelsmarke sowie die Postanschrift, unter der sie erreichbar sind angeben;
- die Kennzeichnung der Messgeräte und die von den Herstellern erarbeitete Dokumentation den zuständigen Stellen zur Einsichtnahme verfügbar sind.[10]

### Pflichten der Händler
- die Messgeräte in ihrer Verantwortung bzw. die Bedingungen ihrer Lagerung oder ihres Transports die Übereinstimmung der Geräte mit den wesentlichen Anforderungen nicht beeinträchtigen;
- die Messgeräte mit den notwendigen Kennzeichnungen versehen sind;
- sie für den Fall, dass sie glauben, dass die auf dem Markt bereitgestellten Messgeräte nicht den Anforderungen entsprechen, die erforderlichen Korrekturmaßnahmen ergreifen, um die Übereinstimmung herzustellen, sie zurücknehmen oder zurückrufen.[10]

## Anhänge
Wie in Richtlinien üblich, werden die maßgeblichen Forderungen in Anhängen geregelt.

### Anhang I
Im Anhang I sind wesentliche Anforderungen und Begriffsbestimmungen, Fehlergrenzen, Reproduzierbarkeit, Wiederholbarkeit, Ansprechschwelle und Empfindlichkeit und weitere erläutert.

### Anhang II
In Anhang II sind eine Reihe von Modulen für Konformitätsbewertungsverfahren benannt, die Verfahren unterschiedlicher Strenge, je nach der damit verbundenen Höhe des Risikos und dem geforderten Sicherheitsniveau. So ist eine Konformität nur mit der Prüfung nach den Modulen A, B, C, D, E, F, G und H zulässig.

### Anhang III bis XII
In den Anhängen III bis XII sind maßgebliche Anforderungen, die spezifischen Anforderungen und Konformitätsbewertungsverfahren für die verschiedenen Geräte (MI-001 bis M-I010), wie im Geltungsbereich angegeben, vorgegeben. Zusätzlich werden hier, die in Artikel 17 der Richtlinie genannten Konformitätsbewertungsverfahren (Module), zwischen denen der Hersteller wählen kann, ja nach Gerät genannt.

### Anhang XIII
In diesem Anhang wird der Umfang der EU-Konformitätserklärung dargestellt.
- Gerätemodell/Gerät (Produkt-, Typen-, Chargen- oder Seriennummer)
- Name und Anschrift des Herstellers und gegebenenfalls seines Bevollmächtigten;
- Die alleinige Verantwortung für die Ausstellung dieser Konformitätserklärung trägt der Hersteller;
- Gegenstand der Erklärung (Bezeichnung des Geräts zwecks Rückverfolgbarkeit);
- Der oben beschriebene Gegenstand der Erklärung erfüllt die einschlägigen Harmonisierungsrechtsvorschriften der Union:
- Angabe der einschlägigen harmonisierten Normen, die zugrunde gelegt wurden, oder Angabe der anderen technischen Spezifikationen, auf deren Grundlage die Konformität erklärt wird
- (Gegebenenfalls:) Die notifizierte Stelle … (Name, Kennnummer) … hat … (Beschreibung ihrer Maßnahme) … und folgende Bescheinigung ausgestellt:
- Zusatzangaben:
  - Unterzeichnet für und im Namen von:
  - (Ort und Datum der Ausstellung):
  - (Name, Funktion) (Unterschrift):
  - Anhang V und VI

### Anhang XIV
Anhang XIV listet die durch diese Richtlinie aufgehobenen Richtlinien mit Änderungsrechtsakten. In Teil B des Anhangs sind Fristen für die Umsetzung in innerstaatliches Recht und für die Anwendung aufgeführt.

### Anhang XV
Im Anhang XV ist eine Entsprechungstabelle zur Vorgängerrichtlinie 2004/22/EG gelistet.

## Umsetzung in nationales Recht
In der Richtlinie wird auf die CE-Kennzeichnung und das Metrologiezeichen verwiesen. Dadurch entfällt eine Ersteichung von Messgeräten. Dieses Vorgehen ist Teil der EU-weiten Harmonisierung. Sie regelt nicht die Eichpflicht und die Anforderungen nach dem Inverkehrbringen bzw. der Inbetriebnahme. Das bleibt nationalem Recht vorbehalten. Allerdings müssen sich die Mitgliedstaaten vor der Kommission und den anderen Mitgliedstaaten rechtfertigen, wenn sie es nicht regeln.

### Deutschland
In Deutschland erfolgt die Umsetzung in deutsches Recht mit dem Ersten Gesetz zur Änderung des Mess- und Eichgesetzes (Bundesgesetzblatt Teil 1 (BGB 1); ABl.-Nummer: 17; Datum der Veröffentlichung: 18. April 2016; Seite: 718–719). Die Umsetzung erfolgt im Mess- und Eichgesetz (MessEG) und der aufgrund des MessEG erlassenen Mess- und Eich-Verordnung (MessEV), zuletzt reformiert mit Wirkung zum 1. Januar 2015.

### Österreich
In Österreich erfolgt die Umsetzung durch das Bundesgesetz, mit dem das Maß- und Eichgesetz geändert wird (Bundesgesetzblatt für die Republik Österreich (BGBl.); ABl.-Nummer: I Nr. 72/2017; Datum der Veröffentlichung: 19. Juni 2017). In Österreich setzt das Maß- und Eichgesetz die Richtlinie in nationales Recht um.

## Unterstützungsorganisationen für das gesetzliche Messwesen
Die EU stimmt sich auf dem Gebiet zur weltweiten Harmonisierung von Messgeräten mit internationalen Organisationen ab. Diese sind: Die Europäische Vereinigung der nationalen Metrologieinstitute (EURAMET), Europäische Zusammenarbeit im gesetzlichen Messwesen (WELMEC) und die Internationale Organisation für das gesetzliche Messwesen (OIML).

### Normen
Zur Unterstützung und Weiterentwicklung der Harmonisierung haben die internationalen Normungsorganisationen ISO und IEC den ISO/IEC Guide 99 Internationales Wörterbuch der Metrologie - Grundlegende und allgemeine Konzepte und zugehörige Begriffe (VIM) herausgegeben. Für jedes Messgerät sind internationale, europäische oder nationale Normen erlassen.